# Осне Сејерштад
Осне Гулдал Сејерштад (норв. Åsne Guldahl Seierstad; Осло 10. фебруар 1970) је норвешка новинарка и књижевница. Као новинарка нарочито се истакла репортажама са ратних подручја. Као књижевница дебитовала је 2000. године књигом Леђима према свету. Портрети из Србије (код нас преведена као Портрети из Србије).

## Биографија
Осне Сејерштад је рођена у Ослу 10. фебруара 1970. године, а одрасла у Лилехамеру. На Универзитету у Ослу је дипломирала руски, шпански и историју филозофије. Тренутно живи и ради у Ослу.

## Новинарска каријера
Од 1993. до 1996. за норвешки часопис „Арбеидербладет” (Arbeiderbladet) извештава из Русије, а 1997. из Кине. Од 1998. до 2000. ради за норвешку државну радио-телевизију НРК (Norsk Rikskringasting) и извештава са Косова. Нарочито се истакла репортажама из Авганистана и Ирака након терористичких напада на Њујорк, 11. септембра 2001. године.

## Књижевни рад
- 2000. - Дебитује као списатељица књигом под називом Леђима према свету, у Србији преведеном под насловом Портрети из Србије. Боравећи током НАТО бомбардовања све време у Србији и пратећи судбине неколико јавних личности, али и оних са маргине, написала је јединствено сведочанство о једном не тако давно прошлом времену
- 2002. - Следи светски бестселер Књижар из Кабула. Породична драма чија се радња одвија у Авганистану. Незаборавни портрет једне породице и једне земље која се поново рађа[1]
- 2003. - Објављује књигу 101 дан. Багдадски дневник, сведочанство о америчком нападу на Багдад
- 2007. - Оштећена. Приче из Чеченије[2]
- 2013. - Једна од нас. Прича о Норвешкој,[3] прича о Андерсу Брејвику и масакру у Норвешкој 2011[4][5]

Књиге су јој преведене на 38 језика. Код нас су до сада преведене три њене књиге: Књижар из Кабула (2004) и Портрети из Србије (2006). и Једна од нас (2013). Осне Сејерштад била је гошћа 51. Међународног београдског сајма књига.
Године 2010. Осне Сејерштад је добила пресуду да исплати одштету породици књижара из Кабула, чији је живот у књизи описала, због нарушавања приватности. Већ следеће године Апелациони суд у Ослу укинуо је ову пресуду.

## Награде
- 1999. - Gullruten (Златни рам) за најбољу телевизијску репортажу коју је урадила на Косову
- 2001. - почасна награда коју додељује Fritt Ord (Слободна реч)
- 2002. - Årets Frilanser (Хонорарац године) коју додељује Норвешко удружење новинара и Bokhandlerprisen коју додељује Норвешко удружење књижара
- 2003. - PeerGynt и Den storejournalistprisen, најзначајнију награду која се додељује новинарима у Норвешкој[1]